# Рагби 15 репрезентација Кукових Острва
Рагби јунион репрезентација Кукових Острва је рагби јунион тим који представља Кукова Острва у овом екипном спорту. Рагби је популаран спорт на Куковим Острвима, од око 15 000 грађана колико има ова мала држава, чак 2 250 су регистровани играчи рагбија 15, притом не рачунајући играче друге верзије рагбија ( рагби лига ). Најубедљивију победу рагбисти Кукових Острва остварили су 2001. над репрезентацијом Тахитија 77-0. Најтежи пораз репрезентацији Кукових Острва нанела је Рагби јунион репрезентација Фиџија 108-6.

## Тренутни састав
Метју Мулани
Френсис Смит
Крис Лосуа
Џејкоб Марстерс
Стан Рајт - капитен
Ник Конал
Бон Мауи
Симон Марсел
Иро Теараки
Кима Лосуа
Марк Лоане
Стефен Сетефано
Чарлс Тераиута
Џејмс Раеа
Џоел Рапана
Лоане Лоане
Луис Макере
Џастин Марстерс
Чеј Рауи